# Duetthonungsfågel
Duetthonungsfågel (Gymnomyza brunneirostris) är en fågel i familjen honungsfåglar inom ordningen tättingar.

## Utbredning och systematik
Fågeln förekommer enbart på ön Viti Levu i Fiji. Tidigare betraktades den som en underart till gulnäbbad honungsfågel (G. viridis) och vissa gör det fortfarande.

## Status
IUCN kategoriserar den som livskraftig.